# Festival des 3 Continents 2006
Le Festival des 3 Continents 2006, 28e édition du festival, s'est déroulé du 21 novembre 2006 au 28 novembre 2006.

## Jury
- Natacha Feola : réalisatrice américaine
- Michael Galasso : compositeur américain
- Rona Hartner : actrice roumaine
- David Robinson : historien du cinéma anglais
- Dito Tsintsadze : réalisateur géorgien
- Henner Winckler : réalisateur allemand

## Sélection

### En compétition[1]
| Titre                                                                                     | Réalisation                       | Pays         |
| ----------------------------------------------------------------------------------------- | --------------------------------- | ------------ |
| Mientras tanto                                                                            | Diego Lerman                      | Argentine    |
| Glue                                                                                      | Alexis Dos Santos                 | Argentine    |
| Nacido y criado                                                                           | Pablo Trapero                     | Argentine    |
| Noix de bétel (杨恒, Bing Lang)                                                           | Yang Heng                         | Chine        |
| Entre chien et loup                                                                       | Jeon Soo-il                       | Corée du Sud |
| Ça ne fait pas si mal que ça (Esas no son penas)                                          | Anahi Hoeneisen et Daniel Andrade | Équateur     |
| Opéra Jawa                                                                                | Garin Nugroho                     | Indonésie    |
| La Fête du feu (چهارشنبه سوری, Chaharshanbe Suri)                                         | Asghar Farhadi                    | Iran         |
| Quelques kilos de dattes pour un enterrement (Chand kilo khorma baraye marassem-e tadfin) | Saman Salour                      | Iran         |
| Criquets (こおろぎ, Koorogi)                                                              | Shinji Aoyama                     | Japon        |
| Zhyoshya                                                                                  | Daniyar Salamat                   | Kazakhstan   |
| Falafel                                                                                   | Michel Kammoun                    | Liban        |
| Rain dogs (Tai Yang Yu)                                                                   | Ho Yuhang                         | Malaisie     |

### Autres programmations[2]
- Intégrale Satyajit Ray

## Palmarès[2]
- Montgolfière d'or : Quelques kilos de dattes pour un enterrement (Chand kilo khorma baraye marassem-e tadfin) de Saman Salour
- Montgolfière d'argent : Mientras tanto de Diego Lerman
- Prix spécial du jury du meilleur scénario : La Fête du feu (چهارشنبه سوری, Chaharshanbe Suri) d'Asghar Farhadi
- Prix Nouveau Regard : Noix de bétel (杨恒, Bing Lang) de Yang Heng
- Prix d’interprétation féminine : Artika Sari Devi  dans Opéra Jawa
- Prix d’interprétation masculine : Nahuel Pérez Biscayart dans Glue
- Prix du Jury Jeune : Glue d'Alexis Dos Santos
- Prix du public : Quelques kilos de dattes pour un enterrement (Chand kilo khorma baraye marassem-e tadfin) de Saman Salour